# Enevald Widebeck
Enevald Widebeck, född 1649 på gården Sken i Annerstads socken, död 1694 i Växjö, var en svensk professor och domprost.

## Biografi
Widebeck, som tog sitt namn efter de videbuskage som växte längs bäcken intill sitt föräldrahem, var son till en länsman. Han sattes i Växjö skola 1659, varifrån han 1665 dimitterades till Kungliga Akademien i Åbo, där hans morbror, professorn Enevald Svenonius, tog hand om hans uppfostran och utbildning. Vid detta lärosäte disputerade han för filosofie magistergraden 1672, varefter han fick anställning som huspredikant hos den blivande landshövdingen i Kronobergs län Jacob Fleming. Genom dennes påskyndande blev Widebeck konrektor vid Växjö skola 1673 och lektor först i matematik och sedan i fysik och logik därstädes.
1682 rekryterades han till det nyss återupplivade Lunds universitet som professor i teoretisk filosofi, en tjänst som han kombinerade med posten som extra ordinarie professor i teologi. Widebeck stannade emellertid endast två år i Lund, då han 1684 utnämndes till domprost i Växjö med Bergunda och Öja församlingar som prebende. Han var gift med dottern till biskopen därstädes Jonas Johannis Scarinius och kallades av stiftet till dennes efterträdare, men fick trots det inte posten. Han avled som domprost i Växjö 1694.